# 아글리엔투
아글리엔투(이탈리아어: Aglientu)는 이탈리아 사르데냐주에 있는 사사리도의 코무네이다. 칼리아리에서 북쪽으로 약 210 킬로미터 (130 mi), 올비아에서 북서쪽으로 약 35 킬로미터 (22 mi) 떨어져 있다.
아글리엔투는 다음 코무네와 접해 있다: 아주스, 루오고산토, 산타테레사갈루라, 템피오파우사니아, 트리니타다굴투에비뇰라.
2005년에 아글리엔투는 카이트서핑 월드컵을 개최했다. 이곳은 투리스타 축제 ("관광객의 축제")의 본고장이다.